# Cornuscoparia annulicornis
Cornuscoparia annulicornis là một loài bọ cánh cứng trong họ Cerambycidae.